# Michał Konarski (opat oliwski)
Michał Konarski (zm. 28 maja 1641), polski duchowny katolicki, cysters, opat klasztoru w Oliwie. 
Był synem Feliksa Konarskiego i Eufrozyny z Sokołowskich, bratem Anny (wydanej za Jerzego Konopackiego), bratankiem opata oliwskiego Dawida Konarskiego.
Był absolwentem kolegium jezuitów w Braniewie. W 1621, za zgodą króla Zygmunta III Wazy inny ze stryjów, Stanisław, nie posiadający potomstwa, odstąpił mu starostwo mitawskie. 1626–1629 służył w wojsku kwarcianym hetmana polnego Stanisława Koniecpolskiego w czasie wojny ze Szwecją. Zadłużony, licząc na uzyskanie wysokiego stanowiska, 17 maja 1630 wstąpił do klasztoru w Oliwie, przekazując starostwo mitawskie mężowi swojej siostry, Jerzemu Konopackiemu.
23 maja 1630 rozpoczął nowicjat, 17 maja 1631 złożył śluby zakonne, 10 czerwca 1634 w Oliwie otrzymał święcenia subdiakonatu, 28 października tego roku odebrał we Włocławku od biskupa Macieja Łubieńskiego święcenia diakonatu. Święcenia kapłańskie otrzymał także we Włocławku 9 września 1636. Mszę prymicyjną odprawił 8 grudnia 1636 w kościele oliwskim.

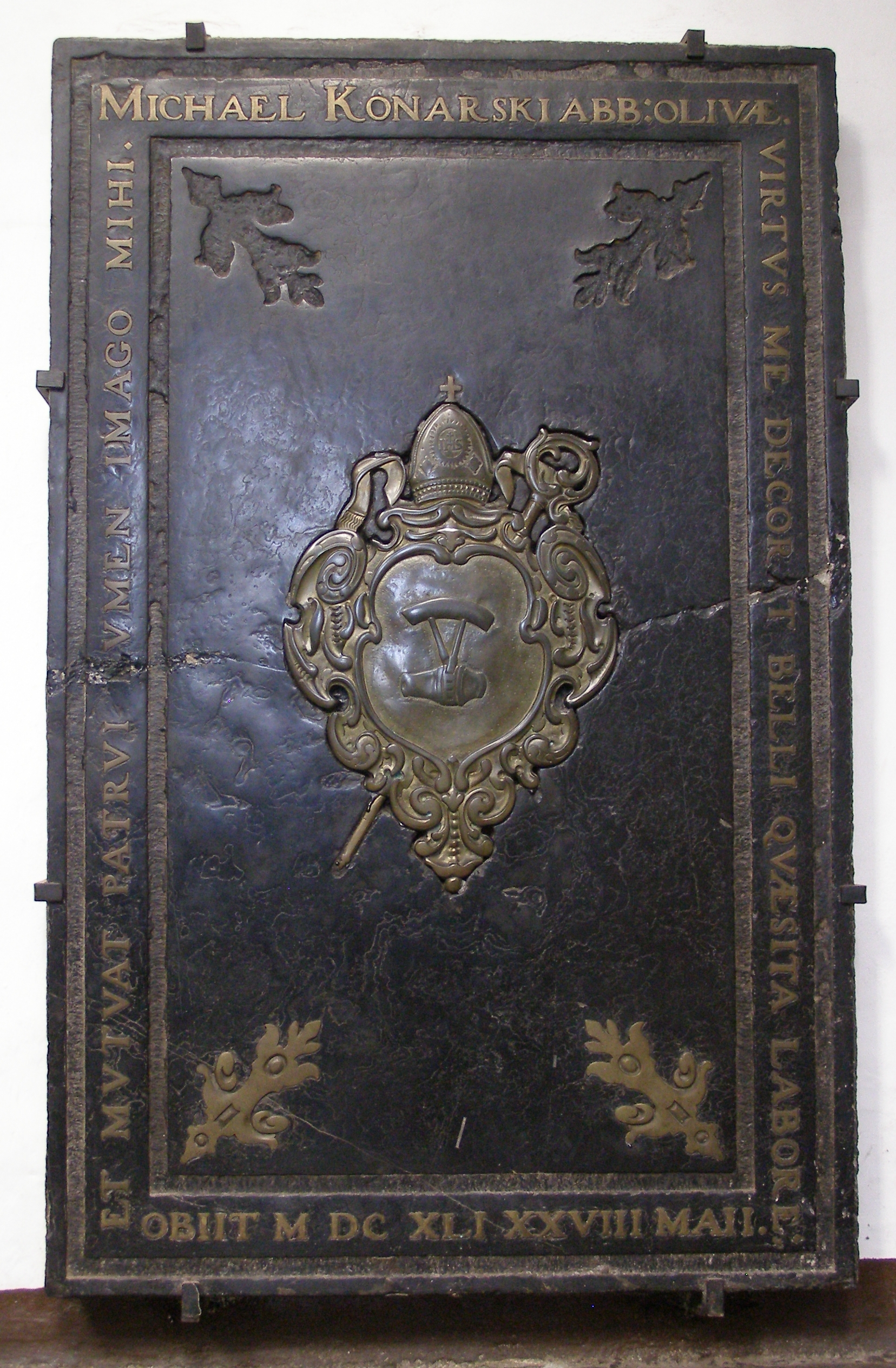
Płyta nagrobna Michała Konarskiego

Po wyborze na koadiutora (pomocnika) i następnie na opata oliwskiego Aleksandra Grabińskiego (1637–1638), w proteście i w atmosferze skandalu (przeczytał nie adresowane do niego pismo w sprawie wyboru, za co skazany został na trzy dni bez jedzenia i picia), w sierpniu 1638 opuścił Oliwę i przebywał w klasztorze cystersów w Pelplinie. Po śmierci Aleksandra Grabińskiego otrzymał staraniem rodziny od króla Władysława IV nominację na opata oliwskiego. Wybrany opatem przez konwent oliwski 6 sierpnia 1639. Zmarł 28 maja 1641, pochowany w klasztornym kościele 15 lipca tegoż roku. Zachowała się płyta nagrobna, przeniesiona w 1970 na ścianę południowej nawy katedry. Napis na płycie głosi MICHAEL KONARSKI ABB. OLIVAE / VIRTUS ME DECORAT BELLI QVESITA LABORE / OBIIT MDCXLI XXVIII MAII / ET MVTVAT PATRVI LVMEN IMAGO MIHI (Michał Konarski, opat oliwski. Wyróżnia mnie siła zdobyta w ciężkich czasach wojennych. Zmarł 28 maja 1641 r. Wzór mego stryja mi przyświecał.).
Poświęcony Konarskiemu utwór żałobny przygotował m.in. działający na dworze królewskim Ewerhard Wassenberg (Oratio in obitum Michaelis Konarski Abbatis Olivensis).